# Stygnus gertschi
Stygnus gertschi – gatunek kosarza z podrzędu Laniatores i rodziny Stygnidae.

## Występowanie
Gatunek wykazany z Kolumbii.